# Aleksander Szebesczyk
Aleksander Szebesczyk – polski waltornista, kameralista i pedagog.
Naukę gry na rogu rozpoczął w wieku 11 lat w rodzinnym Wrocławiu. Absolwent Akademii Muzycznej im. Fryderyka Chopina w Warszawie. Pedagog tej uczelni (obecnie UMFC) w Katedrze Instrumentów Dętych, doktor habilitowany. Pierwszy waltornista Filharmonii Narodowej w Warszawie. Współzałożyciel Kwintetu Blaszanego Filharmonii Narodowej. Płyta Hommage a Lutosławski, wydana przez Polskie Radio, z jego udziałem jako jednego z solistów otrzymała nominację do Nagrody Muzycznej Fryderyk 1999 w kategorii Muzyka Współczesna. W 2009 nagrał na płycie Quatrrocorno (DUX) wszystkie parte kwartetu waltorniowego.